# سرینگ چونگتاک
سرینگ چونگتاک (زاده: ۲۵ دسامبر ۱۹۸۴ - ۲۱ جولای ۲۰۱۶) مدل و ملکه زیبایی اهل تبت بود که سال ۲۰۰۶ در دوره ششم مسابقات دوشیزه زمین که با هدف حمایت از محیط زیست برگزار می‌شود، به نمایندگی از تبت شرکت کرد. او نخستین دختر از جامعه سنتی و محافظه‌کار تبت بود که در یک مسابقه زیبایی مهم شرکت می‌کرد. البته او اجازه شرکت در این مراسم را از دالایی لاما دریافت کرده بود.

## زندگی شخصی
چونگتاک دانشجوی رشته جامعه شناسی در دهلی نو است. او در سال ۲۰۰۶ در مسابقاتی برای انتخاب دوشیزه تبت در شهر دارمسالا در شمال هند، جائی‌که بسیاری از مهاجران تبتی در آن حضور دارند و مقر دالایی لاما در آن است، شرکت کرد و به این عنوان برگزیده شد و یک کمک هزینه تحصیلی به ارزش صد هزار روپیه را دریافت کرد.

## دوشیزه زمین
حضور سرینگ چونگتاک در مسابقات سال ۲۰۰۶ دوشیزه زمین با پرچم تبت، سرزمینی که از سال ۱۹۵۱ در اشغال نظامی جمهوری خلق چین است و حاکم پیشین آن دالایی لاما در پی یک شورش خونین در سال ۱۹۵۹ به هندوستان پناهنده شده‌است، موجب شد تا این رویداد با پوشش خبری گسترده‌ای در رسانه‌ها همراه شود. این موضوع همچنین موجب جلب توجه دوباره دنیا به مسئله اختلاف تبتی‌ها با حکومت مرکزی کشور و تلاش آن‌ها برای دستیابی به خودمختاری و آزادی شد

## دوشیزه جهانگردی
چونگتاک یک‌بار دیگر در دسامبر ۲۰۰۷ با کناره گیری از شرکت در مسابقات دوشیزه جهانگردی در مالزی، خبرساز شد. گردانندگان این رویداد تحت فشار مقامات بیجینگ از او خواسته بودند که به لباس خود نام چین را هم بیفزاید و با عنوان «دوشیزه تبت - چین» مسابقه دهد که این درخواست با مخالفت او روبه‌رو شد.
سرینگ در ۱۵ مه ۲۰۰۸ در تایپه، مقابل بنای یادبود چیان کای شک راهپیمایی تبتی‌های مقیم تایوان را برای برگزاری مسابقاتی با نام «المپیک تبت» در شهر دارمسالا در شمال هند، رهبری کرد عکسی که خبرنگار آسوشیتد پرس از او گرفته بود در جمع تصاویر برگزیده روز دنیا قرار گرفت

## مرگ
چونگتاک در ۲۱ جولای ۲۰۱۶ در هند بر اثر ایست قلبی در گذشت او تنها ۳۱ سال سن داشت.